# Anna Maria Arduino
Anna Maria Arduino, född 1672, död 1700, var en italiensk furstinna och regent. Hon var furstinna av Piombino 1697-1699 som gift med furst Giovan Battista Ludovisi av Piombino, och regent för sin minderåriga son Niccolò II Ludovisi mellan 1699 och 1700. Hon skrev dikter och sonetter på latin och italienska under sin pseudonym Getilde Faresia. Hon var även verksam som målare.